# 柯尔克孜叛乱
柯尔克孜叛乱是1932年发生在中华民国新疆省的柯尔克孜族非正规军反抗新疆政府的起事，领导者是埃德·米拉布。
在喀什噶尔的回族道尹馬紹武在事件中粉碎柯尔克孜族叛军，苏联也参与镇压。

## 背景
1927年在和田任职3年的马绍武继任辞世的喀什道尹。他执行杨增新的命令，又从伊斯兰教立场出发，抵御共产主义和无神论思想，削弱苏联对塔里木盆地的影响，监禁60名据称是当地的共产党员或亲苏分子，限制苏联领事馆人员在南疆旅行自由。对有亲苏嫌疑的喀什居民没收财产，流放外地。对路经苏联去麦加朝觐的穆斯林课以重税。要求去苏联经商的人向喀什政府缴押金，60天内不返回则将押金充公。在杨增新被刺前，喀什、莎车、和田基本上未被苏联控制。
1931年马绍武把从苏联来喀什的巴斯玛奇运动领导人贾尼卜·贝伊贬黜到于田绿洲。结果贾尼卜·贝伊与和田的疆独运动合作，前者有军事经验，后来爆发叛乱的和田武装相当一部分是贾尼卜·贝伊指挥。

## 第一次叛乱
1932年3月，叛乱的吉尔吉斯武装流入新疆。6月，马绍武派遣500名士兵与其他部队共同镇压了埃德·米拉布领导的吉尔吉斯人叛乱，囚禁包括乌斯曼·阿里（Osman Ali）在内的几位吉尔吉斯武装分子。

## 第二次叛乱
1932年冬至1933年春，新疆因哈密暴动而陷入动荡。由马占仓的回族武装和铁木尔领导的维吾尔武装逼近阿克苏，切断喀什与迪化的联系。当地人不堪金树仁的统治纷纷起义。1933年2月，喀什驻军师长金树智暴病身亡，金树仁电令马绍武为喀什区行政长兼任南疆剿匪司令。和田爆发穆罕默德·伊敏及贾尼卜·贝伊合流的叛乱，穆罕默德·伊敏建立和田伊斯兰教国。马绍武在喀什旧城握有千余步骑兵，派金绳武率部前往镇压，无一人生还。又派团长杨庆明部在巴楚县堵截铁木尔和马占仓的联军。大战月余，伤亡惨重。马绍武面临两线作战，兵力紧缺。马绍武派了两位维族贵族到和田与叛乱武装谈判，同时向英国驻喀什总领事吁请援助，均无果。3月中旬，马绍武在南疆仅控制局限于喀什的新旧城、巴楚和莎车而已。

### 背景
1933年元月，马世明沿天山南麓西进，攻占焉耆，建立33师剿匪总司令部。向西攻打库车、轮台、拜城、阿克苏，逼近喀什。与马占仓与库车起义的铁木尔组建回、维联合军。从鄯善到阿克苏各县陆续变成了马仲英部下马世明、马占仓势力范围。从库车到喀什各县城的汉族人望风而逃，向西逃往喀什，求省军保护。马仲英也率部千余人由酒泉出发第二次进攻新疆，攻占天山北麓木垒、奇台后向迪化推进，南北夹击。
1933年夏季，喀什混战不休，一是马世明、马占仓与库车起义的铁木尔回、维联合军队，西进直指省军。二是泛突厥主义由英国扶植以沙比提大毛拉穆罕默德. 依明等人的东突厥斯坦伊斯兰共和国。三是乌斯曼的柯尔克孜族叛军。四是喀什行政长马绍武的省军。

### 过程
马绍武既要南征和田，又要北御巴楚，兵力不足。他认为能以伊斯兰教左右局势，便以同教关系在阿图什、乌恰征集800余名柯尔克孜族士兵，配给长枪400支、大炮2门，编成一团，并起用被囚禁的柯尔克孜族人、原明遥洛卡稽查乌斯曼为营长。马绍武通过英国驻喀什总领事斡旋，与马占仓接触。乌斯曼暗中与进逼喀什的铁木尔伯克联络，率柯尔克孜族士兵武装叛乱，4月在苏洪卡(位于喀什通往乌什的山中小路上)打死了团长陈德馨，并调转枪口杀向马绍武。柯尔克孜士兵手持枪械在天亮前赶到乌鲁克卡提（今乌恰县）设治局，围住局衙；设治局长马绍武出面了解情况。队伍中有人叫喊，放黑枪。马绍武马上明白军队哗变，急忙带几个随从骑马绕山路，两天后逃回喀什。
1933年5月2日，乌斯曼率先攻陷疏附县城，将马绍武全家及其亲信士兵200余人包围在行政长公署院内。
马世明、马占仓执行马仲英政策，宁可与地方官马绍武协作，打击泛突厥主义。曾与马世明合作过的铁木尔和乌斯曼都是地方豪强，乌斯曼自称司令兼师长，铁木尔称指挥，他们都想做喀什的主人。乌斯曼进攻喀什，马绍武坚持抵抗，向城内所有青壮年发放武器，5月2日，乌斯曼先攻陷疏附县城(回城，今喀什市)，将马绍武全家及其亲信士兵200余人围在行政长公署(今喀什行署)院内，5月4日，马占仓占领了疏勒（汉城），保护汉族人，因此部份汉族难民试图逃往疏勒，但走一批死一批，统统被说不清的部队，说不请的人打死在途中七里挢下。
道台衙门高墙外每日早晚叛军都在示威游行。高呼：“乌斯曼帕夏，亚夏！亚夏！”（乌斯曼皇帝，万岁！万岁！）
马绍武的回队士兵奋力抵御，行政长公署未被攻破，但马绍武和这里避难的官吏、家属、商民，等于被软禁。5月4日和6日，铁木尔进入喀什，占据疏附（回城）后自封师长，给乌斯曼旅长职位；马占仓部进驻疏勒（汉城）。马占仓出于对马绍武教长地位敬重，利用和铁木尔的“盟军”关系，与其反复交涉，派出士兵300余名驻扎在行政长公署附近，保护马绍武。同时一再劝说铁木尔制止乌斯曼对马绍武的进攻，使马绍武暂安。铁木尔占据疏附，自封师长和总司令后，又任命吐鲁番维吾尔族人尤努斯伯克(汉名郁文彬)为喀什行政长；任命玛纳斯回族人苏金寿(维名木沙)为副行政长，此后，乌斯曼又多次向马绍武发起攻击，均因铁木尔的反对和马占仓的抵抗无果。后来，经马占仓努力，铁木尔终于允许马绍武随马占仓驻疏附的士兵一起移驻疏勒。5月15日，马绍武的行装车马及他以下的各级官吏、家属、商民被严密搜查之后，得以放行，马绍武与马占仓合兵据守在疏勒（汉城）。
5月6日，奇台县城被马仲英攻下。马绍武全家穿上了维吾尔服装出逃。铁木尔、乌斯曼、沙比提大毛拉互相争权。8月初，乌斯曼与铁木尔反目，率部离开疏附城退往明遥洛(今疏附县木什乡境内)。